# Westover (Alabama)
Westover es un pueblo ubicado en el condado de Shelby en el estado estadounidense de Alabama. En el año 2010 tenía una población de 1275 habitantes. Fue oficialmente inscrito el 31 de enero de 2001, aunque el pueblo fue fundado en 1901.

## Geografía
Westover se encuentra a lo largo de la concurrida autopista 280 en el noreste del condado de Shelby.  Está aproximadamente a 12 millas al sur de Birmingham y es parte del área metropolitana Birmingham-Hoover.
Westover se encuentra ubicado en las coordenadas 33°20′58″N 86°32′49″O / 33.34944, -86.54694.

## Demografía
El pueblo de Westover ha experimentado un crecimiento significativo en los últimos años.